# Schurken in Power Rangers: Jungle Fury
De schurken uit Power Rangers: Jungle Fury zijn allemaal monsters in dienst van de kwade geest Dai Shi. Net als de rangers gebruiken ze een gevechtskunst gebaseerd op Kungfu, waarbij ze zich de krachten van dieren toekennen.

## Dai Shi
Dai Shi is een kwaadaardig wezen dat 10.000 jaar geleden de wereld wilde “verlossen” van de mensheid. Hij werd verslagen door de oorspronkelijke leden van de Orde van de Klauw en opgesloten in een kist. Deze kist werd tot het jaar 2008 bewaakt door de leden van de Orde.
Door toedoen van Jarrod kan Dai Shi aan het begin van de serie ontsnappen. Hij neemt bezit van Jarrods lichaam en begint meteen met het opnieuw opbouwen van zijn leger. In Jarod’s lichaam kan Dai Shi een zwart harnas oproepen gemodelleerd naar een leeuw.
In een poging sterker te worden brengt Dai Shi de drie Overlords weer tot leven. De eerste, Carnisoar, begint zijn training door Dai Shi mee te nemen op een reis naar Jarrod's verleden, waarbij de twee alle goede dingen die Jarrod ooit had gedaan uitwisten. Hierdoor wordt Jarrod's lichaam sterker en meer geschikt voor Dai Shi. De tweede overlord, Jellica, traint Dai Shi eveneens in haar vechtkunst.
Wanneer de derde overlord, Grizzaka, zijn intrede doet, neemt hij het bevel van Dai Shi over. Dai Shi is hierdoor gedwongen zijn paleis te verlaten. In een poging het bevel over zijn troepen terug te krijgen begint hij met het trainen in de duistere vechtkunst genaamd Zocato. Tevens zet hij zijn zinnen op de kracht van de neushoorn-nexus. De komst van de Rhino Ranger gooit roet in het eten, en de Rhino Ranger bemachtigd de kracht van de nexus het eerst. Wel slaagt Dai Shi er tijdens het gevecht om de nexus in eindelijk de Zocato-kracht te beheersen. Met zijn nieuwe kracht neemt Dai Shi het bevel over zijn leger weer terug.
Wanneer de Phantom Beasts weer tot leven worden gebracht, wordt Dai Shi door hen uitgekozen tot hun nieuwe koning. Ze geven hem een nieuw harnas en krachten.
Na te zijn losgebroken van Jarrod neemt Dai Shi zijn ware gedaante aan; die van een kolossaal draakachtig monster. In deze vorm is hij zo goed als onkwetsbaar. Hij vecht zelf met de Rangers in het laatste gevecht. Omdat Jarrod hem van binnenuit verzwakt, kunnen de Rangers hem vernietigen.

## Jarrod
Jarrod was een student aan de Pai Zhuq Academy en is zeer bedreven in de zwarte leeuw vechtkunst. Hij had 10 jaar gestudeerd aan de Academie en was oorspronkelijk een van de drie topstudenten die werden uitgekozen om de nieuwe bewakers van Dai Shi’s kist te worden. Jarrod was echter zeer arrogant en zelfingenomen. Daarom besloot Master Mao op het laatste moment Jarrod te vervangen door Casey.
Woedend over dit “verraad” viel Jarrod Master Mao aan en liet zo per ongeluk Dai Shi vrij. Aanvankelijk kon Jarrod wegvluchten uit de academie, maar Dai Shi’s geest spoorde hem op en nam zijn lichaam over. Jarrod dient nu als gastlichaam van Dai Shin, maar heeft nog wel een zekere mate van controle over zijn lichaam. Dit bleek toen hij Casey uitdaagde voor een duel.
Jarrod was niet altijd arrogant en slecht. In het verleden had hij een paar grote goede daden verricht. Deze werden echter ongedaan gemaakt door Carnisoar zodat Jarrod's lichaam meer gevuld zou worden met kwaad, en dus geschikter was als gastlichaam voor Dai Shi.
In de serie krijgt Jarrod steeds meer controle over Dai Shi. Hij breekt zelfs even helemaal los van hem en redt zo Camille van de Phantom Beasts. Nadat Jarrod geheel losbreekt van Dai Shi, keert hij terug naar de kant van de rangers. Hij wordt weer student aan de Pai Zhuq academie, maar hij moet opnieuw beginnen. In de laatste strijd helpt hij de rangers Dai Shi te verslaan.
Jarrod wordt gespeeld door Bede Skinner.

## Camille
Camille was Dai Shi’s rechterhand. Ze is een meesteres in de Kameleon-vechtkunst. Ze kan een speciaal harnas oproepen gemodelleerd naar een kameleon.
Camille was 10.000 jaar terug ook al Dai Shi’s helper. Ze verborg zich in een muur toen hij werd gevangen en wachtte op zijn terugkeer.
Camille heeft een oogje op Dai Shi, of in elk geval op zijn nieuwe gastlichaam. Dai Shi beantwoordt haar liefde echter maar zelden, en behandelt haar meer als een pion in zijn plan. Naarmate Jarrod meer controle over Dai Shi krijgt begint Dai Shi Camille echter steeds meer als een gelijke te behandelen.
Na de komst van de Phantom Beasts laat Dai Shi Camille ook in een Phantom Beast-generaal veranderen met de kracht van de feniks.
Nadat Dai Shi losbreekt van Jarrod en zijn ware aard toont, loopt Camille samen met Jarrod over naar de Rangers. Ze verliest hierbij echter haar nieuwe fenix-krachten. Ze redt uiteindelijk het leven van de rangers als de Rangers worden aangevallen door Dai Shi. Ze is nu een student van de Pai Shuq academie.

## Flit
Flit is een antropomorfe vlieg die ooit door Camille werd opgegeten. Maar tijdens de gevechten tussen de megazords en de kolossale monsters komt hij telkens weer tevoorschijn om verslag te doen van het gevecht. Zijn stem wordt gedaan door Kelson Henderson.
Flit was ooit een mens, en een meester in de vlieg-vechtkunst. Hij vocht tegen Camille, die hem in een vlieg veranderde. Nadat Camille overloopt naar de Rangers, doet Flit dit ook. Hij krijgt aan het eind van de serie zijn oude gedaante weer terug, waarna RJ hem een baan geeft bij Pizza Parlor. Hij heeft nog wel wat insectentrekjes overgehouden.

## De Overlords
De drie Overloards zijn een trio van demonische krijgers die op een onbepaald punt in het verleden werden verslagen door de orde van de klauw. Met behulp van de drie armbanden waar hun zielen in zitten brengt Dai Shi hen weer tot leven zodat ze hem kunnen trainen tot een sterkere krijger.

### Carnisoar
Carnisoar de overloard van de lucht, en beoefent een vechtstijl gebaseerd op de havik. Hij werd als eerst weer tot leven gebracht.
Direct na zijn terugkeer neemt Carnisoar Dai Shi mee op een reis naar Jarrod's verleden om alle goede dingen die Jarrod in zijn leven had gedaan uit te wissen. Op deze manier kan Dai Shi's gastlichaam sterker worden dan voorheen. Terug in het heden neemt hij de taak op zich Dai Shi te trainen, later geholpen door Jellica.
Nadat Grissaka het bevel over heeft genomen krijgt Carnisoar de opdracht om de Crystal Eyes, de krachtbron van de gevreesde Phantom Beasts, te vinden. Carnisoar slaagt erin drie van deze Eyes te bemachtigen.
Carnisoar wordt vernietigd tijdens de slag om de Neushoorn-Nexus door de nieuwe Rhino Pride Megazord.
In de laatste oorlog brengt Dai Shi hem weer tot leven, maar hij wordt al snel weer verslagen.
Zijn stem wordt gedaan door Cameron Rhodes.

### Jellica
De overlord van de zee. Ze gebruikt een vechttechniek gebaseerd op de kwal. Ze werd weer tot leven gebracht door Camille.
Aanvankelijk doet Jellica alsof ze Camille wil trainen in plaats van Dai Shi. Dai Shi moet zich eerst waardig genoeg bewijzen om haar leerling te mogen zijn. Pas nadat Dai Shi Camille redt van een aanval door Jellica accepteert ze hem als leerling.
Na de vernietiging van Grizzaka en Carnisoar brengt Jellica drie van de acht Phantom Beasts weer tot leven. Met hun hulp probeert ze Dai Shi te vernietigen en zijn plaats in te nemen. De Phantom Beasts verraden haar echter, en vernietigen haar.
In de laatste oorlog brengt Dai Shi haar weer tot leven, maar hij wordt al snel weer verslagen.

### Grizzaka
Grizzaka is de overlord van de Aarde, en beoefenaar van de Grizzlybeer-vechtkunst. Hij heeft een enorme hekel aan mensen, en geeft Dai Shi de schuld van het feit dat de overlords de originele oorlog verloren. Wanneer hij ontdekt dat Dai Shi nu een mens als gastlichaam gebruikt, neemt hij het bevel over, tot groot genoegen van de andere twee Overlords.
Grizzaka is een meester in de duistere vechtkunst genaamd Zocato. Desondanks beseft hij dat hij de rangers niet zonder hulp zal kunnen verslaan. Daarom wil hij de Phantom Beasts te hulp roepen.
Na de vernietiging van Carnisoar zet Grizzaka alles op alles om de Crystal Eyes waarmee de Phantom Beasts weer tot leven kunnen worden gebracht te bemachtigen. Hij gaat zelfs persoonlijk de Rangers te lijf. Uiteindelijk wordt hij door hen vernietigd met de Stampede Formation.
In de laatste oorlog brengt Dai Shi hem weer tot leven, maar hij wordt al snel weer verslagen.
Grizzaka's stem wordt gedaan door Derek Judge.

## Phantom Beasts
De Phantom Beasts waren een ras van monsters die tijdens de Beestoorlog los van Dai Shi's leger ook tegen de orde van de klauw vochten. Ze beheersen de kracht Rinzin, die zelfs sterker is dan Zocato. De Pai Zhuq-meesters versloegen alle acht Phantom Beasts en sloten hun geesten op in juwelen genaamd de Crystal Eyes.
De overlord Jellica slaagt erin drie van deze Crystal Eyes te bemachtigen en de bijbehorende Phantom Beasts weer tot leven te brengen.

### Snapper
Een Phantombeast gemodelleerd naar een bijtschildpad. De rangers komen hem voor het eerst tegen wanneer hij Master Phant ontvoert. Hij kan de zwaartekracht om zich heen beheersen.
Nadat Whiger door Dai Shi is ontdaan van zijn rang, spant Snapper samen met Scorch tegen Camille daar hij van mening is dat door haar toedoen Dai Shi controle over zijn gastlichaam verliest. Nadat Jarrod losbreekt van Dai Shi, krijgt Snapper de opdracht hem en Camille te doden. Hij wordt geconfronteerd door de rangers, die hem vervolgens verslaan.
In de laatste oorlog brengt Dai Shi hem weer tot leven, maar hij wordt al snel weer verslagen.

### Scorch
Een Phantombeast met de kracht van de Azure Draak. Hij was verantwoordelijk voor de ontvoering van Master Swoop.
Nadat Whiger door Dai Shi is ontdaan van zijn rang, spant Scorch samen met Snapper tegen Camille. Bijna dood hij haar, maar Jarrod’s tussenkomst verhinderd dit. Nadat Dai Shi is losgebroken van Jarrod, beveelt hij Scorch om Jarrod te doden. Scorch wordt echter geconfronteerd door de rangers, die hem vernietigen.
In de laatste oorlog brengt Dai Shi hem weer tot leven, maar hij wordt al snel weer verslagen.

### Whiger
Een Phantom Beast met de kracht van de witte tijger. Hij was verantwoordelijk voor de ontvoering van Master Finn. Whiger is de eerste van de Phantom Beast-generaals die persoonlijk met de rangers vecht. Hij wordt verslagen door hun megazords, maar overleeft dit gevecht.
Omdat hij net als Casey, de Rode Ranger, een tijgermeester is, krijgt Whiger van Dai Shi de opdracht om Casey te vernietigen en zijn tijgergeest af te nemen. Whiger slaagt erin om Casey zijn geest te ontnemen, maar niet om Casey te doden. Daarom ontneemt Dai Shi hem zijn rang van generaal en zijn Rinzin krachten. Whiger spoort Casey vervolgens op in een poging zijn rang terug te verdienen, maar nadat Casey zijn leven red loopt hij over naar de kant van de rangers. Hij geeft Casey zijn geest terug, en helpt hem de andere rangers, die door Camille zijn gevangen, te bevrijden. Kort hierna verdwijnt zijn lichaam in het niets daar hij zonder zijn Rinzinkrachten niet kan bestaan.

## Rinshi
De Rinshi zijn de soldaten van Dai Shi. Ze zijn gebaseerd op Jian Shi (ondode wezens uit de Chinese Mythologie) en vechten met lansen.

## Monsters

### Rinshi beasts
De primaire monsters uit de serie heten de Rin Shi Beasts. Ze zijn allemaal gebaseerd op dieren en gebruiken de energie van die dieren om te vechten.
De Rin Shi Beasts worden gemaakt uit de Rinshi. Hiervoor verandert de Rinshi in kwestie eerst in een rood-witte vorm. Daarna geeft Dai Shi hem via een standbeeld de kracht van een bepaald dier en verandert hij in een Rin Shi Beast.
De Rinshi en hun diervormen zijn:
- Mantor (bidsprinkhaan)
- Buffalord (buffel)
- The Five Fingers of Poison
  - Rantipede (duizendpoot)
  - Gakko (Gekko)
  - Stingerella (schorpioen)
  - Toady (pad)
  - Naja (cobra)
- Pangolin (schubdieren)
- Slickagon (aal)
- Bai Lai (kraai)
- Carden (ooievaar)
- Crustaceo (krab)
- Mog (kikker)
- Shadow Guards
  - Shadow Guard White
  - Shadow Guard Black
- Hamhock (varken)
- Barrakooza
- Whirnado
- Whiricane
- Porcupongo (stekelvarken)
- Munkeywi (baviaan)
- Crocovile (krokodil)

### Phantom Beasts
Dit zijn de monsters opgeroepen door de Phantom Beast-generaals
- Sonimax
- Dynamir
- Unidoom
- Rammer
- Badrat
- Grinder
- Osiris
- Lepus